# Frýdlant v Čechách předměstí
Frýdlant v Čechách předměstí je železniční nákladiště a zastávka v km 1,906 trati Frýdlant v Čechách – Jindřichovice pod Smrkem. Situována je v severní části města Frýdlant, severovýchodně od železničního přejezdu v Mánesově ulici. Jižně od kolejiště stojí zděná staniční budova (čp. 866).

## Popis zastávky a nákladiště
V zastávce je vybudováno nástupiště o délce 35 m se zpevněnou hranou ve výšce 200 mm nad temenem kolejnice. Odbočnou výhybkou č. 1 je do traťové koleje zapojena kusá manipulační kolej č. 2 o užitečné délce 88 m. Obsluha nákladiště se provádí bez uvolnění traťové koleje.

## Provoz
Na zastávce zastavují osobní vlaky linky L61 Liberec – Frýdlant v Čechách – Nové Město pod Smrkem – Jindřichovice pod Smrkem.